# 京城学校 消えた少女たち
『京城学校 消えた少女たち』（けいじょうがっこう きえたしょうじょたち、原題：경성학교: 사라진 소녀들）は、2015年に公開された大韓民国のミステリースリラー映画である。1938年、日本統治時代の朝鮮で京城（現在のソウル特別市）にある寄宿療養学校で少女たちが消えるストーリーである。

## あらすじ
1938年、日本統治時代の朝鮮、ソウル郊外。鬱蒼とした森の奥深くに建つレンガ造りの学校に、一人の少女が転入してきた。彼女の名はチャ・ジュラン――日本名を静子という。
そこは、何らかの病気を抱えて一般の学校に通うのが困難になった生徒が集う全寮制の女子校だった。外界から遮断された不慣れな場所での生活に加え、クラスメイトたちは何故だか冷たく、ジュランは戸惑うばかり。
しかし、級長の和恵――ホン・ヨンドクだけは彼女に親切だった。ヨンドクと仲良くなるうち、ジュランは優秀な生徒だけに許された東京への留学を夢見始めるのだった。
そんななか彼女は、かつてこの学校に“静子”という少女が在籍していたことを知る。そしてその“静子”は、ある日突然、姿を消してしまったのだという…。

## キャスト・登場人物
- ジュラン/静子（しずこ）

演：パク・ボヨン
肺結核で転校してきた少女。身体の気も弱いところがあるが、優しく穏やかな性格。
- ヨンドク/和恵（かずえ）

演：パク・ソダム
級長でしっかり者、運動ができて東京への留学を夢見る。優しく主張できる信頼できる存在。
- 加藤早苗（かとう さなえ）

演：オム・ジウォン
寄宿学校の校長。普段は優しく美しい女性だが、感情的になるところもあるミステリアスな女性。
- 優花（ゆうか）

演：コン・エジ
寄宿学校生徒。
- 紀平（きひら）

演：ジュ・ボビ
寄宿学校生徒。
- ケンジ

演：シン・ヘソプ
日本陸軍軍人。
- 教員

演：パク・ソンヨン
寄宿学校教員。
- 静子（しずこ）

演：ゴ・ウォンヒ
寄宿学校生徒で、以前にいたもう一人の静子。